# Thevet-Saint-Julien
Thevet-Saint-Julien là một xã ở tỉnh Indre ở miền trung nước Pháp. Xã này có diện tích 30,94 km², dân số năm 1999 là 455 người. Khu vực này có độ cao trung bình 213 mét trên mực nước biển.